# Bajos de Güera
Bajos de Güera è un comune (corregimiento) della Repubblica di Panama situato nel distretto di Macaracas, provincia di Los Santos. Si estende su una superficie di 99,5 km² e conta una popolazione di 619 abitanti (censimento 2010).